# Filtro CYGM

El patrón CYGM en un sensor de imagen en una perspectiva isométrica.

En fotografía digital, el filtro CYGM es un Mosaico de filtro de color alternativo al filtro Bayer (GRGB). Al igual que el filtro Bayer utiliza un mosaico de filtros de pixeles, pero con los colores cian, amarillo, verde y magenta, y así, también requiere demosaicing para producir una imagen a todo color.
El CYGM da una información de luminancia más exacta que el filtro de Bayer, por lo tanto tiene un rango dinámico más ancho, pero a expensas de la exactitud del color.
El filtro CYGM es mucho menos común que el filtro Bayer. Los CCDs que lo usan incluyen el Sony ICX252AK y el ICS252AKF de 3 megapíxeles (que se mostraron en octubre de 1999).
Las cámaras que lo usan incluyen varios modelos de Canon del período 1999-2000, tales como la Canon PowerShot S10, la original Canon Digital IXUS (junio de 2000), (aunque los modelos subsecuentes del IXUS usaron el filtro Bayer), el Canon G1; las DSLRs Kodak DCS 620x y el DCS 720x, y varios modelos de Nikon Coolpix.